# District Sedelnikovski
Het district Sedelnikovski (Russisch: Седельниковский район; Sedelnikovski rajon) is een gemeentelijk district in het noordoosten van de Russische oblast Omsk. Het bestuurlijk centrum is de plaats Sedelnikovo. Het district telde 12.211 inwoners in 2002 tegen 12.890 in 1989.
Het district ligt op de taiga. Belangrijke rivieren die door het district stromen zijn de Oej (zijrivier van de Irtysj) met haar zijrivieren en de Maly Sjisj en de Sjisj. In het district liggen 41 bewoonde plaatsen.
De bevolking bestaat uit Russen (92,4%), Wolga-Tataren (2,3%), Esten (1,9%), Duitsers (1,2%), Oekraïners (0,7%) en anderen (1,5%).

## Bestuurlijke indeling
Het district is bestuurlijk onderverdeeld in 11 selsieje poselenia: Bakinski, Goloebovski, Jelnitsjny, Jevlantjevski, Kejzesski, Koekarski, Novo-oejski, Oenarski, Ragozinski, Saratovski en Sedelnikovski.